# Cut (golf)
Cut – próg liczby wykonanych uderzeń lub punktów zdobytych przez golfistę po dwóch rundach turnieju strokeplay, który pozwala określić ilu spośród uczestników zawodów uzyska prawo do gry w dalszej części turnieju, wraz z szansą na jego wygranie.
Cut zwykle ustalany jest na poziomie pozwalającym kontynuować grę co najmniej połowie zawodników. W niektórych turniejach dodawany jest warunek na wartość cuta, który uwzględnia stratę uderzeń do lidera, np. po dwóch rundach grają dalej zawodnicy ze stratą nie większą niż 10 uderzeń.
Niespełnienie kryterium cut ma bezpośrednie konsekwencje sportowe i finansowe – gracz nie uczestniczy w kolejnych rundach i nie otrzymuje nagrody pieniężnej, gdyż wypłaty przewidziane są wyłącznie dla zawodników, którzy zakwalifikują się do dalszej gry. W wymiarze punktowym brak przejścia cut ogranicza możliwość zdobycia punktów do Oficjalnego Światowego Rankingu Golfowego (Official World Golf Ranking), co może skutkować spadkiem pozycji w klasyfikacjach. W dłuższej perspektywie częste „missed cuts” mogą prowadzić do obniżenia rankingu na tyle, że zawodnik otrzymuje mniej zaproszeń na turnieje, co ogranicza jego możliwości rywalizacji i zarobku.